# Британская экспедиция на Джомолунгму (1953)
Брита́нская экспеди́ция на Джомолу́нгму 1953 го́да — девятая британская альпинистская экспедиция с целью первовосхождения на вершину Джомолунгмы, и первая в истории экспедиция, которой это удалось: 29 мая 1953 года её участники Эдмунд Хиллари и Тенцинг Норгей первыми в мире совершили подтверждённое успешное восхождение на высочайшую вершину Земли.
Руководил экспедицией полковник Джон Хант. Экспедиция была организована и профинансирована «Объединённым гималайским комитетом»
Весть об успехе экспедиции дошла до Лондона утром 2 июня 1953 года, как раз во время коронации королевы Елизаветы II.

## Организация и подготовка
Джон Хант, полковник Британской армии, служивший в то время в штабе Объединённых вооружённых сил НАТО в Европе, неожиданно получил приглашение от «Альпийского клуба» и «Королевского географического общества» возглавить британскую экспедицию на Джомолунгму. Ожидалось, что лидером экспедиции будет Эрик Шиптон (англ. Eric Shipton), который в прошлом году возглавлял британскую экспедицию на восьмитысячник Чо-Ойю (не завершившуюся успешным восхождением). Большинство участников той экспедиции на Чо-Ойю были отобраны и в эту экспедицию на Джомолунгму. Однако, «Объединённый гималайский комитет» решил, что если Джон Хант имеет и опыт военного командования, и опыт альпиниста, то такое сочетание даст экспедиции наибольшие шансы на успех. Британцы испытывали определённое давление: на 1954 год разрешение на восхождение уже было выдано французской экспедиции, на 1955 год – швейцарской, и британцы смогли бы ещё раз попробовать никак не раньше 1956 года.. Кроме того, Шиптон написал в комитет такое заявление с объяснением своей позиции: «Моя хорошо известная неприязнь к большим экспедициям и моё отвращение к элементу соперничества в альпинизме могут выглядеть неуместными в нынешней ситуации». Это заявление «окончательно решило его судьбу» (по словам Джорджа Бэнда (англ. George Band)).
Несколько членов британской экспедиции были лояльны к Шиптону, и совсем не радовались его замене. Чарльз Эванс (англ. Charles Evans), например, заявил: «Это говорит о том, что Шиптон потерял агрессивный инстинкт – неплохая, на мой взгляд, потеря» Эдмунд Хиллари был одним из тех, кто наиболее противился такому изменению, но был убеждён личностью Ханта и его допущением, что эта замена была плохо проработана. Джордж Бэнд вспомнил слова Ларри Кирвана (Larry Kirwan), члена «Объединённого гималайского комитета» и директора/секретаря «Королевского географического общества»: «они приняли правильное решение, но наихудшим образом».
Джон Хант позднее написал, что найти достаточное финансирование для такой экспедиции оказалось сложной задачей для «Объединённого гималайского комитета»:

Одной из основных задач «Объединённого гималайского комитета», в дополнение к развитию идеи экспедиции на Джомолунгму, получению политических разрешений, выработки правил во время подготовки – является финансирование этого. Только те, кто уже получили эту поддержку, могут оценить работу и беспокойство, связанные с увеличением фондов до уровня, достаточного для подобного рода предприятия, которые по мнению публики представляют собой последовательность неудач, не оставляющую другого финансового обеспечения, кроме как из карманов самих членов Комитета.
Оригинальный текст (англ.)One of the principal tasks of the Joint Himalayan Committee in addition to those of conceiving the idea of an Everest expedition, seeking political sanction, deciding matters of policy in preparation, is to finance it. Only those who have had this care can fully appreciate the work and anxiety of raising very substantial funds for an enterprise of this nature, coloured as it inevitably is in the mind of the public by a succession of failures, with no financial security other than the pockets of the Committee members themselves.

## Участники экспедиции
Участники экспедиции были отобраны по их альпинистской квалификации и опыту выполнения других необходимых работ. Большинство из них были из само́й Великобритании, некоторые — из других стран Британской империи и Содружества наций. Руководитель экспедиции, Джон Хант, был уроженцем Индии.
| Имя, страна                                 | Роль в экспедиции                  | Профессия                          | Возраст на момент отбора (1 ноября 1952 г.) |
| ------------------------------------------- | ---------------------------------- | ---------------------------------- | ------------------------------------------- |
| Джон Хант                                   | руководитель экспедиции, альпинист | офицер, полковник Британской армии | 42                                          |
| Чарльз Эванс (англ. Charles Evans)          | зам. руководителя, альпинист       | врач                               | 33                                          |
| Джордж Бэнд (англ. George Band)             | альпинист                          | геолог                             | 23                                          |
| Том Бурдийон (англ. Tom Bourdillon)         | альпинист                          | физик                              | 28                                          |
| Альфред Грегори (англ. Alfred Gregory)      | альпинист                          | директор турагентства              | 39                                          |
| Уилфрид Нойс (англ. Wilfrid Noyce)          | альпинист                          | школьный учитель и писатель        | 34                                          |
| Гриффит Пью (Griffith Pugh)                 | врач и альпинист                   | физиолог                           | 43                                          |
| Том Стобарт (Tom Stobart)                   | кинооператор и альпинист           | кинооператор                       | 38                                          |
| Майкл Уорд (Michael Ward))                  | врач экспедиции и альпинист        | врач                               | 27                                          |
| Майкл Уэстмакотт (англ. Michael Westmacott) | альпинист                          | статистик                          | 27                                          |
| Чарльз Уайли (Charles Wylie)                | Секретарь-организатор, альпинист   | солдат                             | 32                                          |
| Эдмунд Хиллари                              | альпинист                          | пчеловод                           | 33                                          |
| Джордж Лоу (англ. George Lowe)              | альпинист                          | школьный учитель                   | 28                                          |
| Тенцинг Норгей                              | альпинист, горный проводник        |                                    | 38                                          |
| Шерпа Аннуллу (Sherpa Annullu)              | альпинист, горный проводник        |                                    |                                             |

Вместе с альпинистами в экспедицию отправился корреспондент лондонской газеты «The Times» Джеймс Моррис. Их сопровождали 362 носильщика, и в итоге экспедиция насчитывала более 400 человек, включая двенадцать шерпов-проводников, а общий вес багажа превысил 10 000 фунтов (4500 кг).

## Выход на маршрут
12 февраля 1953 года экспедиционная партия отправилась в путь до Непала из Тилбери (англ. Tilbury) (Эссекс) на пароходе «Stratheden», который направлялся в Бомбей. Том Бурдийон, Гриффит Пью не смогли поехать вместе с ними; Хант также не смог по причине заболевания полостной инфекцией. А Чарльз Эванс и Альфред Грегори, наоборот, выехали раньше основной партии, и уже 20 февраля прилетели в Катманду в качестве передовой экспедиционной партии (англ. Advance Party). Эдмунд Хиллари и Джордж Лоу прибыли в Непал из Новой Зеландии: Лоу – кораблём, а Хиллари – самолётом, потому что его «пчёлы были заняты работой в это время года». Хотя путешествие на корабле по морю в то время стоило дешевле, чем полёт на самолёте, Хант заявил, что главная причина, по которой стоит выбрать авиапутешествие – то, что оно даёт «больше шансов для нас, чем жизнь на корабле, на то, чтобы сплотиться, как команда, в идеальных условиях, без дискомфорта, срочных дел или стресса».
В Катманду заботу о размещении экспедиции поручили британскому послу Кристоферу Саммерхейсу (Christopher Summerhayes), который, по словам Бэнда, «выписал нам всем ордера на постой вместе с различными служащими посольства», потому что гостиниц в Катманду в то время не было. В начале марта двенадцать шерпов, выбранных «Гималайским клубом», также прибыли в Катманду, чтобы помочь переносить грузы в Долину молчания и на Южное седло. Шерпами руководил Тенцинг Норгей, для которого это была уже шестая попытка восхождения на Джомолунгму, и который, по словам Бэнда, был «самым известным шерпским скалолазом и альпинистом с мировым именем». Но шерпам не удалось разместиться с тем же комфортом, как другим участникам экспедиции; Тенцингу предложили кровать в посольстве, а остальным пришлось спать на полу в посольском гараже; на следующий день шерпы помочились перед посольством в знак протеста против такого неуважения к ним.
Первая партия со 150 носильщиками вышла из Катманду 10 марта; на следующий день вслед за ней в путь до Джомолунгмы отправилась вторая партия с двумя сотнями носильщиков. Партии прибыли в деревню Тенгбоче 26-го и 27 марта соответственно, и оставались там до 17 апреля для прохождения высотной акклиматизации.

## Базовый лагерь
12 апреля 1953 года «ледопадная партия» (англ. Icefall party) прибыла в базовый лагерь, расположенный на высоте 5460 метров над уровнем моря. Следующие несколько дней, как и планировалось, были потрачены на то, чтобы проложить маршрут через ледопад Кхумбу; в эти же дни шерпы-носильщики доставили тонны экспедиционных грузов в базовый лагерь.

## Восхождение на вершину
Для успешного восхождения на вершину Джомолунгмы понадобилось создавать целую серию передовых горных лагерей на разных высотах, что потребовало довольно много времени. 15 апреля Хиллари, Бэнд и Лоу установили Лагерь II на высоте 5910 м н.у.м. 22 апреля был разбит Лагерь III на отметке 6160 м, у изголовья ледопада Кхумбу, а 1 мая Хант, Бурдийон и Эванс поставили Лагерь IV. Эти же трое альпинистов 2 мая провели предварительную рекогносцировку Стены Лхоцзе, а 3 мая – сделали Лагерь V на этой горной стене, на высоте 6705 м н.у.м. 4 мая Бурдийон и Эванс при поддержке Уорда и Уайли достигли Лагеря VI (7010 м н.у.м., Стена Лхоцзе). И только через две недели, 17 мая, Уилфрид Нойс и Джордж Лоу достигли высоты 7315 м и установили там Лагерь VII.
21 мая Нойс и Шерпа Аннуллу (младший брат Да Тенцинга) дошли до Южного седла, что немногим ниже 7920 метров над уровнем моря.
Первая из двух альпинистских пар, предварительно отобранных Хантом для восхождения – Том Бурдийон и Чарльз Эванс – 26 мая отправилась к вершине; они использовали кислородные приборы замкнутого цикла и успешно поднялись на Южную вершину (8750 м н.у.м.)., расположенную всего на 100 метров ниже главной вершины. Они были вынуждены возвращаться из-за истощения сил, проблем с кислородным оборудованием и недостатка времени.
Наконец, 27 мая экспедиция предприняла своё второе и заключительное восхождение на вершину. Его совершала вторая пара восходителей, новозеландец Эдмунд Хиллари и непальский шерп Тенцинг Норгей, уже установивший рекорд высоты на Джомолунгме в 1952 г. в составе швейцарской экспедиции. Они достигли вершины 29 мая 1953 года в 11:30 по местному времени, взойдя на неё с Южного седла. Перед спуском, они немного задержались на вершине, чтобы сделать фотоснимки и закопать в снег конфеты и крестики.

Есть, Джордж, мы столкнули этого ублюдка.
Оригинальный текст (англ.)Well, George, we knocked the bastard off.

Это были первые слова Эдмунда Хиллари, которые он сказал своем давнему другу, Джорджу Лоу, увидевшись с ним после возвращения с вершины Джомолунгмы.

## Новость о восхождении
Джеймс Моррис (англ. James Morris), корреспондент на месте событий газеты «The Times» в это время был в Базовом лагере экспедиции, где 30 мая услышал об успешном восхождении и послал гонца с шифрованной запиской в Намче-Базар, где находился радиопередатчик, с которого сообщение было передано в британское посольство в Катманду, а оттуда уже в Лондон. Весть о покорении Эвереста, вероятно, стала последней мировой новостью, которую доставлял гонец.
В шифровке Морисса было написано:

Плохие снеговые условия стоп продвинутая база вчера оставлена стоп ожидаем улучшения
Оригинальный текст (англ.)Snow conditions bad stop advanced base abandoned yesterday stop awaiting improvement

Но «плохие снеговые условия» – это была кодовая фраза, означавшая, что вершина достигнута. Фраза «продвинутая база покинута» относилась к Хиллари; Эванса обозначала фраза «лагерь на гребне непригоден» / «Ridge Camp Untenable», а Уэстмакотта – фраза «штурм отложен» / «Assault Postponed».
Это сообщение дошло до лондонского адресата, было принято и понято им как раз во время подготовки утреннего выпуска новостей. По счастливой случайности, это было утро 2 июня 1953 года – дня коронации английской королевы Елизаветы II..

## После экспедиции
Вернувшись в Катманду несколько дней спустя, участники экспедиции узнали, что в награду за все усилия Эдмунд Хиллари стал рыцарем-командором Ордена Британской империи, а Джон Хант получил титул «Рыцарь-бакалавр».
7 июня было объявлено, что королева Елизавета II желает признать достижения Тенцинга, а 1 июля на Даунинг-стрит, 10 объявили, что будут проводиться консультации с правительствами Индии и Непала, и что королева одобряет награждение Тенцинга Медалью Георга. Некоторые комментаторы посчитали, что такая меньшая награда выражала «мелочную неприязнь», которую, по их мнению, испытывало британское правительство в то время. Хант получил свои рыцарские регалии в июле 1953 года, после своего возвращения в Лондон.
22 июня Правительство Непала устроило торжественный приём членов экспедиции, на котором королева Непала вручили Тенцингу Норгею денежную премию в 10000 рупий, что тогда составляло около 500 фунтов стерлингов. Хиллари и Хант получили кукри в инкрустированных драгоценными камнями ножнах, другие участники экспедиции – украшенные драгоценностями шкатулки.
В тот же день Правительство Индии учредило новую Золотую Медаль – награду, присуждаемую за гражданское мужество, сделанную по образцу Медали Георга. Первыми награждёнными ею стали Хант, Хиллари и Тенцинг..
Участников экспедиции продолжали осыпать различными наградами и почестями: Медаль Хаббарда от «Национального географического общества», впервые присуждённая не отдельному человеку, а команде, а также персональные бронзовые медали Ханту, Хиллари и Тенцингу; Медаль Каллума от Американского географического общества, Золотая медаль «Королевского географического общества», Медаль Лоуренса от «Королевского общества Центральной Азии» (англ. Royal Central Asian Society), а также почётные учёные степени университетов Абердина, Дарема и Лондона. В новогоднем списке наград «New Year Honours» 1954 года Джордж Лоу был назначен командором Ордена Британской Империи за участие в экспедиции.
Кинооператор экспедиции Том Столбарт создал фильм, названный «The Conquest of Everest» (Покорение Эвереста), который позднее в 1953 году вышел на экраны.
Хотя Хиллари и Тенцинг разъяснили, что их триумф был результатом совместных усилий всех участников экспедиции, начались спекуляции на тему: «кто из них в действительности первым ступил на вершину Джомолунгмы?». В Катманду вывесили большой плакат, на котором был изображён Тенцинг, затаскивающий «полубессознательного» Хиллари на вершину. В конечном счёта, Тенцинг прекратил эти спекуляции, сказав, что Хиллари был на вершине первым. После этого Хиллари собственноручно написал на 40-футовой Ступени Хиллари, расположенной сразу же ниже вершины Джомолунгмы:

Я продолжал, вырубая постоянно и преодолевая, удар за ударом, карниз за карнизом, страстно глядя на вершину. Казалось невозможным это всё выдолбить, и время было на исходе. Наконец, я прорубил кругом сзади ещё одной большой глыбы и затем на тугой верёвке, идущей от Тенцинга, взобрался вверх, на мягкий снежный гребень. Немедленно после этого стало очевидно, что мы достигли своей цели. Это было в 11.30 дня, и мы были на верхушке Джомолунгмы!
Оригинальный текст (англ.)I continued on, cutting steadily and surmounting bump after bump and cornice after cornice looking eagerly for the summit. It seemed impossible to pick it and time was running out. Finally I cut around the back of an extra large lump and then on a tight rope from Tenzing I climbed up a gentle snow ridge to its top. Immediately it was obvious that we had reached our objective. It was 11.30 a.m. and we were on top of Everest!

Шиптон так прокомментировал успешное восхождение: «Слава Богу. Теперь у нас есть успехи в правильном альпинизме».
В 2013 году на экраны вышла новозеландская 3D-докудрама «Эверест. Достигая невозможного», рассказывающая о восхождении на Эверест Эдмунда Хиллари и Тенцинга Норгея.